# 2009–2010-es női EHF-bajnokok ligája
A 2009/2010-es női kézilabda-Bajnokok-Ligája egy olyan kupasorozat, amelyen klubcsapatok vesznek részt. A versenyt az Európai Kézilabda Szövetség írja ki. A dán Viborg HK a címvédő.

## Versenynaptár
| Szakasz           | Kör            | Sorsolás dátuma   | Első forduló                  | Második forduló               |
| ----------------- | -------------- | ----------------- | ----------------------------- | ----------------------------- |
| Selejtezők        | Előselejtező   | 2009. június 18.  | 2009. szeptember 4-6.         | 2009. szeptember 4-6.         |
| Selejtezők        | Selejtező      | 2009. június 18.  | 2009. október 2-4.            | 2009. október 2-4.            |
| Csoportmérkőzések | 1. mérkőzésnap | 2009. június 24.  | 2009. október 24-25.          | 2009. október 24-25.          |
| Csoportmérkőzések | 2. mérkőzésnap | 2009. június 24.  | 2009. október 30.-november 1. | 2009. október 30.-november 1. |
| Csoportmérkőzések | 3. mérkőzésnap | 2009. június 24.  | 2009. november 7-8.           | 2009. november 7-8.           |
| Csoportmérkőzések | 4. mérkőzésnap | 2009. június 24.  | 2009. november 14-15.         | 2009. november 14-15.         |
| Csoportmérkőzések | 5. mérkőzésnap | 2009. június 24.  | 2010. január 9-10.            | 2010. január 9-10.            |
| Csoportmérkőzések | 6. mérkőzésnap | 2009. június 24.  | 2010. január 16-17.           | 2010. január 16-17.           |
| Középdöntők       | 1. mérkőzésnap | 2010. január 19.  | 2010. február 6-7.            | 2010. február 6-7.            |
| Középdöntők       | 2. mérkőzésnap | 2010. január 19.  | 2010. február 13-14.          | 2010. február 13-14.          |
| Középdöntők       | 3. mérkőzésnap | 2010. január 19.  | 2010. február 20-21.          | 2010. február 20-21.          |
| Középdöntők       | 4. mérkőzésnap | 2010. január 19.  | 2010. március 6-7.            | 2010. március 6-7.            |
| Középdöntők       | 5. mérkőzésnap | 2010. január 19.  | 2010. március 13-14.          | 2010. március 13-14.          |
| Középdöntők       | 6. mérkőzésnap | 2010. január 19.  | 2010. március 20-21.          | 2010. március 20-21.          |
| Döntők            | Elődöntők      |                   | 2010. április 10-11.          | 2010. április 17-18.          |
| Döntők            | Döntő          | 2010. április 20. | 2010. május 8-9.              | 2010. május 15-16.            |

## Résztvevők

### A magyar csapat
Az egyetlen magyar csapat aki részt vesz a 2009/2010-es Bajnokok-Ligája idényében, a Győri Audi ETO KC. A Győri Audi ETO KC jelenlegi kerete:
| #  | Név                | Poszt      |
| -- | ------------------ | ---------- |
| 1  | Oguntoye Viktória  | kapus      |
| 2  | Tomori Zsuzsanna   | balátlövő  |
| 3  | Planéta Szimonetta | jobbátlövő |
| 4  | Deáki Dóra         | balátlövő  |
| 6  | Vérten Orsolya     | balszélső  |
| 7  | Katarina Mraviková | jobbszélső |
| 8  | Szegedi Orsolya    | balszélső  |
| 9  | Szölösi Patrícia   | szélső     |
| 11 | Hosszú Boglárka    | szélső     |
| 12 | Vig Vivien         | kapus      |
| 13 | Görbicz Anita      | irányító   |
| 14 | Kovacsics Anikó    | irányító   |
| 15 | Aurelia Bradeanu   | átlövő     |
| 16 | Pálinger Katalin   | kapus      |
| 18 | Eduarda Amorim     | átlövő     |
| 22 | Orbán Adrienn      | jobbszélső |
| 27 | Mayer Szabina      | beálló     |
| 31 | Hornyák Ágnes      | balátlövő  |
| 80 | Simona Spiridon    | beálló     |

### Csapatok
| Középdöntők       | Középdöntők    | Középdöntők       | Középdöntők      |
| ----------------- | -------------- | ----------------- | ---------------- |
| ViborgCV          | Hypo           | Győr              | Dinamo Volgograd |
| Oltchim Vâlcea    | Krim           | Leipzig           | Larvik           |
| Csoportmérkőzések |                |                   |                  |
| Viborg            | Hypo           | Győr              | Dinamo Volgograd |
| Oltchim Vâlcea    | Krim           | Leipzig           | Larvik           |
| Budućnost         | Podravka       | Itxako            | Metz             |
| Zvezda Zvenigorod | Byåsen         | FCK Handbold      | Aalborg          |
| Selejtezők        |                |                   |                  |
| Aalborg           | FTC RightPhone | Zvezda Zvenigorod | Rulmentul Braşov |
| Olimpija          | Byåsen         | Sagunto           | FCK Handbold     |
| Smart             | Lublin         | Bratislava        | Ormi Patras      |
| Előselejtezők     |                |                   |                  |
| Milli Piyango     | Vrnjačka Banja | Madeira           |                  |
| Sassari           | Amsterdam      | Brühl             |                  |

CV Címvédő

### Selejtezőcsoportok
Az előselejtezőből az első két helyezett jut tovább, míg a selejtezőből csak az 1. helyezett.

#### Előselejtező
Az két előselejtező csoportban három-három csapat harcol a továbbjutásért. A mérkőzéseket 2009. szeptember 4-én, 5-én és 6-án játszották le. A két csoportból az első két csapat jutott tovább.

##### A csoport
| Csapat         | M | Gy | D | V | G+ | G- | Gk | Pont |
| -------------- | - | -- | - | - | -- | -- | -- | ---- |
| Brühl          | 2 | 2  | 0 | 0 | 58 | 49 | +9 | 4    |
| Sassari        | 2 | 1  | 0 | 1 | 58 | 58 | 0  | 2    |
| Vrnjačka Banja | 2 | 0  | 0 | 2 | 50 | 59 | -9 | 0    |

| 2009. szeptember 4. 19:30 | Sassari   | 28-29               | Brühl        | St. Gallen Játékvezető: Opava, Valek |
| 2009. szeptember 4. 19:30 | Jovovic 7 | (14-12) Jegyzőkönyv | Mustafoska 8 | St. Gallen Játékvezető: Opava, Valek |

| 2009. szeptember 5. 17:00 | Vrnjačka Banja | 29-30               | Sassari    | St. Gallen Játékvezető: Opava, Valek |
| 2009. szeptember 5. 17:00 | Din 6          | (12-15) Jegyzőkönyv | Chernova 8 | St. Gallen Játékvezető: Opava, Valek |

| 2009. szeptember 6. 17:00 | Brühl                                    | 29-21              | Vrnjačka Banja | St. Gallen Játékvezető: Opava, Valek |
| 2009. szeptember 6. 17:00 | Amstutz, Kern, Mustafoska, Theodoridis 4 | (12-8) Jegyzőkönyv | Trifunovic 6   | St. Gallen Játékvezető: Opava, Valek |

##### B csoport
| Csapat        | M | Gy | D | V | G+ | G- | Gk  | Pont |
| ------------- | - | -- | - | - | -- | -- | --- | ---- |
| Milli Piyango | 2 | 2  | 0 | 0 | 58 | 53 | +5  | 4    |
| Amsterdam     | 2 | 1  | 0 | 1 | 55 | 50 | +5  | 2    |
| Madeira       | 2 | 0  | 0 | 2 | 53 | 63 | -10 | 0    |

| 2009. szeptember 4. 16:30 | Amsterdam         | 23-27               | Milli Piyango | Ankara Játékvezető: A. Solodko, L. Solodko |
| 2009. szeptember 4. 16:30 | Van der Heijden 5 | (10-13) Jegyzőkönyv | Özel 11       | Ankara Játékvezető: A. Solodko, L. Solodko |

| 2009. szeptember 5. 16:30 | Madeira    | 23-32               | Amsterdam    | Ankara Játékvezető: A. Solodko, L. Solodko |
| 2009. szeptember 5. 16:30 | Pásztor 11 | (13-18) Jegyzőkönyv | Schaefers 12 | Ankara Játékvezető: A. Solodko, L. Solodko |

| 2009. szeptember 6. 16:30 | Milli Piyango | 31-30               | Madeira    | Ankara Játékvezető: A. Solodko, L. Solodko |
| 2009. szeptember 6. 16:30 | Özel 10       | (17-12) Jegyzőkönyv | Pásztor 10 | Ankara Játékvezető: A. Solodko, L. Solodko |

#### Selejtezők
A négy selejtezőcsoportban négy-négy csapat vett részt. A négy selejtezőcsoportból az első helyezett jutott a főtáblára. A meccseket 2009. október 2-án, 3-án és 4-én játszották le.

##### 1-es csoport
Házigazda az SPR Lublin SSA, Lublin, Lengyelország.
| Csapat           | M | Gy | D | V | G+  | G-  | Gk  | Pont |
| ---------------- | - | -- | - | - | --- | --- | --- | ---- |
| Byåsen           | 3 | 3  | 0 | 0 | 115 | 62  | +53 | 6    |
| Lublin           | 3 | 2  | 0 | 1 | 92  | 75  | +17 | 4    |
| Rulmentul Braşov | 3 | 1  | 0 | 2 | 90  | 108 | -18 | 2    |
| Sassari          | 3 | 0  | 0 | 3 | 79  | 131 | -52 | 0    |

| 2009. október 2. 18:00 | Rulmentul Braşov | 24-30               | Lublin    | Lublin Játékvezető: Horváth, Marton |
| 2009. október 2. 18:00 | Niculae 6        | (14-18) Jegyzőkönyv | Puchacz 7 | Lublin Játékvezető: Horváth, Marton |

| 2009. október 2. 20:00 | Byåsen       | 45-20              | Sassari | Lublin Játékvezető: Guseva, Vartanyan |
| 2009. október 2. 20:00 | Lorentsen 11 | (23-5) Jegyzőkönyv | Cucca 6 | Lublin Játékvezető: Guseva, Vartanyan |

| 2009. október 3. 15:00 | Sassari     | 37-43               | Rulmentul Braşov  | Lublin Játékvezető: Guseva, Vartanyan |
| 2009. október 3. 15:00 | Chernova 13 | (14-23) Jegyzőkönyv | Barbosa Cabral 11 | Lublin Játékvezető: Guseva, Vartanyan |

| 2009. október 3. 17:30 | Lublin   | 19-29              | Byåsen   | Lublin Játékvezető: Horváth, Marton |
| 2009. október 3. 17:30 | Wlodek 6 | (7-18) Jegyzőkönyv | Alstad 7 | Lublin Játékvezető: Horváth, Marton |

| 2009. október 4. 16:00 | Rulmentul Braşov | 23-41               | Byåsen    | Lublin Játékvezető: Horváth, Marton |
| 2009. október 4. 16:00 | Barbosa Cabral 8 | (12-19) Jegyzőkönyv | Herrem 11 | Lublin Játékvezető: Horváth, Marton |

| 2009. október 4. 18:00 | Lublin   | 43-22               | Sassari | Lublin Játékvezető: Guseva, Vartanyan |
| 2009. október 4. 18:00 | Wlodek 8 | (19-12) Jegyzőkönyv | Onnis 6 | Lublin Játékvezető: Guseva, Vartanyan |

##### 2-es csoport
Házigazda az SKP Bratislava, Simony, Szlovákia.
| Csapat            | M | Gy | D | V | G+  | G- | Gk  | Pont |
| ----------------- | - | -- | - | - | --- | -- | --- | ---- |
| Zvezda Zvenigorod | 3 | 3  | 0 | 0 | 102 | 57 | +45 | 6    |
| Olimpija          | 3 | 2  | 0 | 1 | 79  | 85 | -6  | 4    |
| Bratislava        | 3 | 1  | 0 | 2 | 72  | 86 | -14 | 2    |
| Amsterdam         | 3 | 0  | 0 | 3 | 74  | 99 | -25 | 0    |

| 2009. október 2. 15:30 | Zvezda Zvenigorod       | 33-21              | Bratislava  | Trencsén Játékvezető: Lopez, Ramirez |
| 2009. október 2. 15:30 | Baranovskaya, Vetkova 5 | (15-9) Jegyzőkönyv | Benuskova 8 | Trencsén Játékvezető: Lopez, Ramirez |

| 2009. október 2. 17:30 | Olimpija | 33-31               | Amsterdam | Trencsén Játékvezető: Florescu, Duta |
| 2009. október 2. 17:30 | Pus 13   | (18-16) Jegyzőkönyv | Goos 9    | Trencsén Játékvezető: Florescu, Duta |

| 2009. október 3. 14:30 | Amsterdam                                | 18-39               | Zvezda Zvenigorod | Trencsén Játékvezető: Florescu, Duta |
| 2009. október 3. 14:30 | Bont, Deen, Schaefers, Van der Heijden 3 | (10-22) Jegyzőkönyv | Vetkova 8         | Trencsén Játékvezető: Florescu, Duta |

| 2009. október 3. 17:30 | Bratislava  | 24-28               | Olimpija  | Trencsén Játékvezető: Lopez, Ramirez |
| 2009. október 3. 17:30 | Benuskova 7 | (11-16) Jegyzőkönyv | Jericek 7 | Trencsén Játékvezető: Lopez, Ramirez |

| 2009. október 4. 16:00 | Zvezda Zvenigorod | 30-18               | Olimpija | Trencsén Játékvezető: Lopez, Ramirez |
| 2009. október 4. 16:00 | Polenova 5        | (12-11) Jegyzőkönyv | Irman 6  | Trencsén Játékvezető: Lopez, Ramirez |

| 2009. október 4. 18:00 | Bratislava | 27-25               | Amsterdam | Trencsén Játékvezető: Florescu, Duta |
| 2009. október 4. 18:00 | Simakova 9 | (18-12) Jegyzőkönyv | Goos 5    | Trencsén Játékvezető: Florescu, Duta |

##### 3-as csoport
Házigazda a HC Smart, Ungvár, Ukrajna.
| Csapat         | M | Gy | D | V | G+ | G- | Gk  | Pont |
| -------------- | - | -- | - | - | -- | -- | --- | ---- |
| FCK Handbold   | 3 | 3  | 0 | 0 | 96 | 55 | +41 | 6    |
| FTC RightPhone | 3 | 2  | 0 | 1 | 81 | 76 | +5  | 4    |
| Smart          | 3 | 1  | 0 | 2 | 70 | 79 | -9  | 2    |
| Brühl          | 3 | 0  | 0 | 3 | 61 | 98 | -37 | 0    |

| 2009. október 2. 16:00 | FTC RightPhone | 27-24               | Smart         | Ungvár Játékvezető: Stolarovs, Licis |
| 2009. október 2. 16:00 | Szucsánszki 9  | (15-12) Jegyzőkönyv | Tsybulenko 12 | Ungvár Játékvezető: Stolarovs, Licis |

| 2009. október 2. 18:00 | FCK Handbold | 34-19               | Brühl                  | Ungvár Játékvezető: Brunovsky, Canda |
| 2009. október 2. 18:00 | Skovgaard 8  | (18-12) Jegyzőkönyv | Bachmann, Mustafoska 4 | Ungvár Játékvezető: Brunovsky, Canda |

| 2009. október 3. 16:00 | Brühl       | 21-34               | FTC RightPhone | Ungvár Játékvezető: Stolarovs, Licis |
| 2009. október 3. 16:00 | Scheffold 7 | (10-13) Jegyzőkönyv | Kenyeres 9     | Ungvár Játékvezető: Stolarovs, Licis |

| 2009. október 3. 18:00 | Smart        | 16-31              | FCK Handbold | Ungvár Játékvezető: Brunovsky, Canda |
| 2009. október 3. 18:00 | Tsybulenko 4 | (9-17) Jegyzőkönyv | Turey 6      | Ungvár Játékvezető: Brunovsky, Canda |

| 2009. október 4. 12:00 | FTC RightPhone | 20-31               | FCK Handbold | Ungvár Játékvezető: Brunovsky, Canda |
| 2009. október 4. 12:00 | Emberovics 4   | (10-16) Jegyzőkönyv | Turey 8      | Ungvár Játékvezető: Brunovsky, Canda |

| 2009. október 4. 14:00 | Smart         | 30-21              | Brühl    | Ungvár Játékvezető: Stolarovs, Licis |
| 2009. október 4. 14:00 | Manaharova 11 | (19-9) Jegyzőkönyv | Wenger 4 | Ungvár Játékvezető: Stolarovs, Licis |

##### 4-es csoport
Házigazda az Aalborg HD, Aalborg, Dánia.
| Csapat        | M | Gy | D | V | G+  | G-  | Gk  | Pont |
| ------------- | - | -- | - | - | --- | --- | --- | ---- |
| Aalborg       | 3 | 3  | 0 | 0 | 107 | 69  | +38 | 6    |
| Sagunto       | 3 | 2  | 0 | 1 | 91  | 77  | +14 | 4    |
| Ormi Patras   | 3 | 1  | 0 | 2 | 66  | 102 | -36 | 2    |
| Milli Piyango | 3 | 0  | 0 | 3 | 74  | 90  | -16 | 0    |

| 2009. október 2. 17:30 | Sagunto      | 28-25               | Milli Piyango | Aalborg Játékvezető: C. Bonaventura, J. Bonaventura |
| 2009. október 2. 17:30 | Danilovic 14 | (12-10) Jegyzőkönyv | Özel 7        | Aalborg Játékvezető: C. Bonaventura, J. Bonaventura |

| 2009. október 2. 19:30 | Aalborg        | 40-19              | Ormi Patras | Aalborg Játékvezető: Geipel, Helbig |
| 2009. október 2. 19:30 | Bille-Hansen 7 | (17-9) Jegyzőkönyv | Poznarova 7 | Aalborg Játékvezető: Geipel, Helbig |

| 2009. október 3. 16:00 | Ormi Patras        | 21-37              | Sagunto             | Aalborg Játékvezető: Geipel, Helbig |
| 2009. október 3. 16:00 | Micic, Pimenidou 5 | (7-19) Jegyzőkönyv | Garbarenko, Laiuk 8 | Aalborg Játékvezető: Geipel, Helbig |

| 2009. október 3. 18:00 | Milli Piyango | 24-36               | Aalborg     | Aalborg Játékvezető: C. Bonaventura, J. Bonaventura |
| 2009. október 3. 18:00 | Özel 6        | (13-15) Jegyzőkönyv | Mortensen 7 | Aalborg Játékvezető: C. Bonaventura, J. Bonaventura |

| 2009. október 4. 13:50 | Ormi Patras | 26-25               | Milli Piyango | Aalborg Játékvezető: C. Bonaventura, J. Bonaventura |
| 2009. október 4. 13:50 | Freser 6    | (11-15) Jegyzőkönyv | Özel 12       | Aalborg Játékvezető: C. Bonaventura, J. Bonaventura |

| 2009. október 4. 15:50 | Aalborg        | 31-26               | Sagunto     | Aalborg Játékvezető: Geipel, Helbig |
| 2009. október 4. 15:50 | Torstensson 10 | (16-13) Jegyzőkönyv | Danilovic 7 | Aalborg Játékvezető: Geipel, Helbig |

## Főtáblás mérkőzések
A csoportokon belül mindenki játszik egymással, otthon és idegenben. A csoportok első két helyezettje jut tovább. A csoportok 3. helyezettje a KEK-ben folytatják.

### A csoport
| Csapat   | M | Gy | D | V | G+  | G-  | Gk  | Pont |
| -------- | - | -- | - | - | --- | --- | --- | ---- |
| Viborg   | 6 | 4  | 1 | 1 | 171 | 143 | +28 | 9    |
| Leipzig  | 6 | 3  | 1 | 2 | 154 | 158 | -4  | 7    |
| Byåsen   | 6 | 2  | 0 | 4 | 153 | 157 | -4  | 4    |
| Podravka | 6 | 2  | 0 | 4 | 172 | 192 | -20 | 4    |

| 2009. október 24. 15:15 | Byåsen     | 21-26              | Viborg | Trondheim Nézőszám: 2800 Játékvezető: Opava, Valek |
| 2009. október 24. 15:15 | Zamorska 7 | (6-12) Jegyzőkönyv | Skov 6 | Trondheim Nézőszám: 2800 Játékvezető: Opava, Valek |

| 2009. október 25. 15:00 | Leipzig             | 35-32               | Podravka   | Lipcse Nézőszám: 2900 Játékvezető: Florascu, Duta |
| 2009. október 25. 15:00 | Ommundsen, Rösler 6 | (18-15) Jegyzőkönyv | Penezic 13 | Lipcse Nézőszám: 2900 Játékvezető: Florascu, Duta |

| 2009. október 31. 16:00 | Podravka    | 32-31               | Byåsen    | Koprivnica Nézőszám: 1500 Játékvezető: C. Bonaventura, J. Bonaventura |
| 2009. október 31. 16:00 | Pasicnik 10 | (13-16) Jegyzőkönyv | Herrem 10 | Koprivnica Nézőszám: 1500 Játékvezető: C. Bonaventura, J. Bonaventura |

| 2009. október 31. 16:15 | Viborg | 33-23               | Leipzig | Viborg Nézőszám: 1800 Játékvezető: Zotin, Volodkov |
| 2009. október 31. 16:15 | Skov 9 | (19-10) Jegyzőkönyv | Urne 5  | Viborg Nézőszám: 1800 Játékvezető: Zotin, Volodkov |

| 2009. november 8. 15:00 | Podravka   | 31-27               | Viborg | Koprivnica Nézőszám: 2000 Játékvezető: Leandersson, Lindroos |
| 2009. november 8. 15:00 | Penezic 12 | (13-15) Jegyzőkönyv | Skov 9 | Koprivnica Nézőszám: 2000 Játékvezető: Leandersson, Lindroos |

| 2009. november 8. 16:15 | Byåsen     | 23-22               | Leipzig     | Trondheim Nézőszám: 600 Játékvezető: Dobrovits, Tajok |
| 2009. november 8. 16:15 | Zamorska 7 | (16-10) Jegyzőkönyv | Ommundsen 8 | Trondheim Nézőszám: 600 Játékvezető: Dobrovits, Tajok |

| 2009. november 14. 15:00 | Leipzig  | 20-20              | Viborg    | Lipcse Nézőszám: 3700 Játékvezető: Vodopivec, Krasna |
| 2009. november 14. 15:00 | Müller 6 | (11-9) Jegyzőkönyv | Varzaru 6 | Lipcse Nézőszám: 3700 Játékvezető: Vodopivec, Krasna |

| 2009. november 15. 16:15 | Byåsen  | 34-23               | Podravka   | Trondheim Nézőszám: 1000 Játékvezető: Rakytina, Tkachuk |
| 2009. november 15. 16:15 | Toumi 7 | (18-13) Jegyzőkönyv | Pasicnik 8 | Trondheim Nézőszám: 1000 Játékvezető: Rakytina, Tkachuk |

| 2010. január 9. 14:05 | Viborg               | 29-22               | Byåsen          | Viborg Nézőszám: 1600 Játékvezető: Jonas Eliasson, Ingvar Gudjonsson |
| 2010. január 9. 14:05 | Mikkelsen, Varzaru 7 | (13-10) Jegyzőkönyv | Malm Frafjord 6 | Viborg Nézőszám: 1600 Játékvezető: Jonas Eliasson, Ingvar Gudjonsson |

| 2010. január 9. 15:15 | Podravka   | 28-29               | Leipzig   | Koprivnica Nézőszám: 2000 Játékvezető: Michael Johansson, Jasmin Kliko |
| 2010. január 9. 15:15 | Penezic 10 | (12-15) Jegyzőkönyv | Müller 10 | Koprivnica Nézőszám: 2000 Játékvezető: Michael Johansson, Jasmin Kliko |

| 2010. január 16. 16:15 | Viborg    | 36-26               | Podravka  | Viborg Nézőszám: 1900 Játékvezető: Herczeg Péter, Südi Péter |
| 2010. január 16. 16:15 | Popovic 8 | (18-13) Jegyzőkönyv | Penezic 7 | Viborg Nézőszám: 1900 Játékvezető: Herczeg Péter, Südi Péter |

| 2010. január 17. 18:00 | Leipzig   | 25-22               | Byåsen  | Lipcse Nézőszám: 4800 Játékvezető: Oscar Raluy Lopez, Angel Sabroso Ramirez |
| 2010. január 17. 18:00 | Kudlacz 7 | (12-13) Jegyzőkönyv | Toumi 6 | Lipcse Nézőszám: 4800 Játékvezető: Oscar Raluy Lopez, Angel Sabroso Ramirez |

### B csoport
| Csapat  | M | Gy | D | V | G+  | G-  | Gk  | Pont |
| ------- | - | -- | - | - | --- | --- | --- | ---- |
| Krim    | 6 | 5  | 0 | 1 | 201 | 168 | +33 | 10   |
| Hypo    | 6 | 3  | 1 | 2 | 168 | 168 | 0   | 6    |
| Metz    | 6 | 2  | 1 | 3 | 163 | 174 | -11 | 5    |
| Aalborg | 6 | 1  | 0 | 5 | 156 | 178 | -22 | 2    |

| 2009. október 24. 18:00 | Metz     | 30-37               | Krim    | Metz Nézőszám: 3200 Játékvezető: Schaller, Wutzler |
| 2009. október 24. 18:00 | Franic 7 | (12-22) Jegyzőkönyv | Lekic 8 | Metz Nézőszám: 3200 Játékvezető: Schaller, Wutzler |

| 2009. október 25. 14:35 | Aalborg      | 30-36               | Hypo            | Aalborg Ost Nézőszám: 2200 Játékvezető: Cirligeanu, Bejinariu |
| 2009. október 25. 14:35 | Mortensen 10 | (12-21) Jegyzőkönyv | Do Nascimento 9 | Aalborg Ost Nézőszám: 2200 Játékvezető: Cirligeanu, Bejinariu |

| 2009. október 29. 20:20 | Hypo      | 27-27               | Metz     | Maria Enzersdorf Játékvezető: Hansen, Pettersen |
| 2009. október 29. 20:20 | Piedade 9 | (11-10) Jegyzőkönyv | Ayglon 6 | Maria Enzersdorf Játékvezető: Hansen, Pettersen |

| 2009. október 31. 17:30 | Krim     | 30-23               | Aalborg       | Ljubljana Nézőszám: 1800 Játékvezető: Bonifert, Oláh |
| 2009. október 31. 17:30 | Zácsik 8 | (17-10) Jegyzőkönyv | Torstensson 9 | Ljubljana Nézőszám: 1800 Játékvezető: Bonifert, Oláh |

| 2009. november 8. 14:30 | Aalborg     | 31-24               | Metz  | Aalborg Ost Nézőszám: 1700 Játékvezető: Liachovicius, Paskevicius |
| 2009. november 8. 14:30 | Mortensen 7 | (17-12) Jegyzőkönyv | Pal 6 | Aalborg Ost Nézőszám: 1700 Játékvezető: Liachovicius, Paskevicius |

| 2009. november 8. 18:00 | Krim    | 35-24               | Hypo                             | Ljubljana Nézőszám: 2600 Játékvezető: Skruzny Kavulic |
| 2009. november 8. 18:00 | Lekic 8 | (16-12) Jegyzőkönyv | Borges Mesquita, Do Nascimento 5 | Ljubljana Nézőszám: 2600 Játékvezető: Skruzny Kavulic |

| 2009. november 14. 16:30 | Metz              | 28-26               | Hypo            | Metz Nézőszám: 4100 Játékvezető: Nikolov, Nachevski |
| 2009. november 14. 16:30 | Ognjenovic, Pal 8 | (16-13) Jegyzőkönyv | Do Nascimento 8 | Metz Nézőszám: 4100 Játékvezető: Nikolov, Nachevski |

| 2009. november 15. 14:30 | Aalborg        | 32-38               | Krim     | Aalborg Ost Nézőszám: 2300 Játékvezető: San Jose, Murcia |
| 2009. november 15. 14:30 | Bille-Hansen 8 | (16-20) Jegyzőkönyv | Zácsik 9 | Aalborg Ost Nézőszám: 2300 Játékvezető: San Jose, Murcia |

| 2010. január 9. 16:00 | Hypo               | 27-22               | Aalborg  | Maria Enzersdorf Nézőszám: 800 Játékvezető: Zigmars Stolarovs, Renars Licis |
| 2010. január 9. 16:00 | De Moraes Cararo 8 | (14-10) Jegyzőkönyv | Toveby 6 | Maria Enzersdorf Nézőszám: 800 Játékvezető: Zigmars Stolarovs, Renars Licis |

| 2010. január 9. 18:00 | Krim    | 35-31               | Metz                 | Ljubljana Nézőszám: 1800 Játékvezető: Shlomo Cohen, Yoram Peretz |
| 2010. január 9. 18:00 | Zrnec 5 | (20-14) Jegyzőkönyv | Franic, Ognjenovic 6 | Ljubljana Nézőszám: 1800 Játékvezető: Shlomo Cohen, Yoram Peretz |

| 2010. január 15. 19:00 | Metz         | 23-18              | Aalborg  | Metz Nézőszám: 4000 Játékvezető: Marek Baranowski, Bogdan Lemanowicz |
| 2010. január 15. 19:00 | Kysucanova 5 | (10-8) Jegyzőkönyv | Seglem 5 | Metz Nézőszám: 4000 Játékvezető: Marek Baranowski, Bogdan Lemanowicz |

| 2010. január 15. 20:20 | Hypo            | 28-26              | Krim     | Maria Enzersdorf Nézőszám: 1200 Játékvezető: Lars Geipel, Marcus Helbig |
| 2010. január 15. 20:20 | Do Nascimento 9 | (13-9) Jegyzőkönyv | Zácsik 7 | Maria Enzersdorf Nézőszám: 1200 Játékvezető: Lars Geipel, Marcus Helbig |

### C csoport
| Csapat            | M | Gy | D | V | G+  | G-  | Gk | Pont |
| ----------------- | - | -- | - | - | --- | --- | -- | ---- |
| Oltchim Vâlcea    | 6 | 4  | 0 | 2 | 159 | 152 | +7 | 8    |
| Győr              | 6 | 4  | 0 | 2 | 153 | 149 | +4 | 8    |
| Zvezda Zvenigorod | 6 | 2  | 1 | 3 | 161 | 169 | -8 | 5    |
| Itxako            | 6 | 1  | 1 | 4 | 148 | 151 | -3 | 3    |

| 2009. október 24. 19:00 | Itxako         | 24-27               | Oltchim Vâlcea | Estella-Navarra Nézőszám: 1400 Játékvezető: Nielsen, Lorentzen |
| 2009. október 24. 19:00 | Pinedo Saenz 5 | (12-15) Jegyzőkönyv | Maier 6        | Estella-Navarra Nézőszám: 1400 Játékvezető: Nielsen, Lorentzen |

| 2009. október 25. 14:00 | Zvezda Zvenigorod | 34-29               | Győri               | Chekhov Nézőszám: 1000 Játékvezető: Andersen, Sodal |
| 2009. október 25. 14:00 | Polenova 8        | (14-11) Jegyzőkönyv | Amorim, Kovacsics 6 | Chekhov Nézőszám: 1000 Játékvezető: Andersen, Sodal |

| 2009. november 1. 17:15 | Győri       | 29-28               | Itxako              | Győr Nézőszám: 2000 Játékvezető: Mazeika, Gatelis |
| 2009. november 1. 17:15 | Kovacsics 7 | (14-13) Jegyzőkönyv | Alberto Francisca 8 | Győr Nézőszám: 2000 Játékvezető: Mazeika, Gatelis |

| 2009. november 1. 19:00 | Oltchim Vâlcea | 31-27               | Zvezda Zvenigorod | Ramnicu Valcea Nézőszám: 2000 Játékvezető: Kohout, Novak |
| 2009. november 1. 19:00 | Maier 7        | (18-16) Jegyzőkönyv | Polenova 7        | Ramnicu Valcea Nézőszám: 2000 Játékvezető: Kohout, Novak |

| 2009. november 7. 17:00 | Zvezda Zvenigorod | 25-25               | Itxako             | Chekhov Nézőszám: 1200 Játékvezető: Mäkinen, Jonsson |
| 2009. november 7. 17:00 | Polenova 5        | (12-11) Jegyzőkönyv | Alonso Bernardo 12 | Chekhov Nézőszám: 1200 Játékvezető: Mäkinen, Jonsson |

| 2009. november 8. 19:00 | Oltchim Vâlcea | 26-22               | Győri    | Ramnicu Valcea Nézőszám: 2000 Játékvezető: Lovric, Petkovic |
| 2009. november 8. 19:00 | Neagu 7        | (13-13) Jegyzőkönyv | Amorim 7 | Ramnicu Valcea Nézőszám: 2000 Játékvezető: Lovric, Petkovic |

| 2009. november 14. 17:00 | Zvezda Zvenigorod | 27-26               | Oltchim Vâlcea    | Chekhov Nézőszám: 1500 Játékvezető: Togstad, Kristiansen |
| 2009. november 14. 17:00 | Andryushina 6     | (12-10) Jegyzőkönyv | Nechita, Stanca 6 | Chekhov Nézőszám: 1500 Játékvezető: Togstad, Kristiansen |

| 2009. november 14. 19:00 | Itxako                          | 14-20              | Győri    | Estella-Navarra Nézőszám: 2000 Játékvezető: Nikolic, Stojkovic |
| 2009. november 14. 19:00 | Aguilar Diaz, Alonso Bernardo 3 | (9-10) Jegyzőkönyv | Vérten 7 | Estella-Navarra Nézőszám: 2000 Játékvezető: Nikolic, Stojkovic |

| 2010. január 10. 17:15 | Győri      | 27-25               | Zvezda Zvenigorod              | Győr Nézőszám: 2800 Játékvezető: Peter Brunovsky, Vladimir Canda |
| 2010. január 10. 17:15 | Görbicz 11 | (14-10) Jegyzőkönyv | Dmitrieva, Koroleva, Vetkova 4 | Győr Nézőszám: 2800 Játékvezető: Peter Brunovsky, Vladimir Canda |

| 2010. január 10. 19:00 | Oltchim Vâlcea   | 27-26               | Itxako                            | Ramnicu Valcea Nézőszám: 2000 Játékvezető: Urmo Sitsi, Toomas Heinla |
| 2010. január 10. 19:00 | Maier, Vizitiu 6 | (15-14) Jegyzőkönyv | Alberto Francisca, Pinedo Saenz 6 | Ramnicu Valcea Nézőszám: 2000 Játékvezető: Urmo Sitsi, Toomas Heinla |

| 2010. január 16. 19:00 | Itxako            | 31-23              | Zvezda Zvenigorod | Estella-Navarra Nézőszám: 800 Játékvezető: Arkadiusz Solodko, Leszek Solodko |
| 2010. január 16. 19:00 | Alonso Bernardo 6 | (16-7) Jegyzőkönyv | Andryushina 6     | Estella-Navarra Nézőszám: 800 Játékvezető: Arkadiusz Solodko, Leszek Solodko |

| 2010. január 17. 17:15 | Győri     | 26-22              | Oltchim Vâlcea | Győr Nézőszám: 2600 Játékvezető: Nenad Krstic, Peter Ljubic |
| 2010. január 17. 17:15 | Görbicz 7 | (16-8) Jegyzőkönyv | Maier 6        | Győr Nézőszám: 2600 Játékvezető: Nenad Krstic, Peter Ljubic |

### D csoport
| Csapat           | M | Gy | D | V | G+  | G-  | Gk  | Pont |
| ---------------- | - | -- | - | - | --- | --- | --- | ---- |
| Larvik           | 6 | 4  | 0 | 2 | 147 | 137 | +10 | 8    |
| Dinamo Volgograd | 6 | 3  | 1 | 2 | 147 | 130 | +17 | 7    |
| Budućnost        | 6 | 2  | 1 | 3 | 138 | 155 | -17 | 5    |
| FCK Handbold     | 6 | 2  | 0 | 4 | 140 | 150 | -10 | 4    |

| 2009. október 24. 18:00 | Budućnost    | 23-27               | Larvik | Podgorica Nézőszám: 4500 Játékvezető: Stark, Stefan |
| 2009. október 24. 18:00 | Jovanovic 11 | (10-16) Jegyzőkönyv | Loke 8 | Podgorica Nézőszám: 4500 Játékvezető: Stark, Stefan |

| 2009. október 25. 15:55 | FCK Handbold                | 24-23               | Dinamo Volgograd | Farum Nézőszám: 600 Játékvezető: Horváth, Marton |
| 2009. október 25. 15:55 | Riegelhuth Ullevoldsaeter 6 | (10-12) Jegyzőkönyv | Levina 8         | Farum Nézőszám: 600 Játékvezető: Horváth, Marton |

| 2009. október 31. 17:45 | Larvik                | 31-26               | FCK Handbold | Larvik Nézőszám: 2500 Játékvezető: Stolarovs, Licis |
| 2009. október 31. 17:45 | Kristiansen, Larsen 7 | (15-17) Jegyzőkönyv | Milanovic 6  | Larvik Nézőszám: 2500 Játékvezető: Stolarovs, Licis |

| 2009. november 1. 14:00 | Dinamo Volgograd | 31-18              | Budućnost              | Volgograd Nézőszám: 1400 Játékvezető: A. Solodko, L. Solodko |
| 2009. november 1. 14:00 | Levina 11        | (16-9) Jegyzőkönyv | Jovanovic, Radicevic 4 | Volgograd Nézőszám: 1400 Játékvezető: A. Solodko, L. Solodko |

| 2009. november 8. 13:10 | FCK Handbold | 22-25               | Budućnost | Farum Nézőszám: 800 Játékvezető: Geipel, Helbig |
| 2009. november 8. 13:10 | Amariei 6    | (10-12) Jegyzőkönyv | Bulatović | Farum Nézőszám: 800 Játékvezető: Geipel, Helbig |

| 2009. november 8. 18:15 | Larvik | 18-17             | Dinamo Volgograd | Larvik Nézőszám: 1500 Játékvezető: Fleisch, Rieber |
| 2009. november 8. 18:15 | Mörk 6 | (8-9) Jegyzőkönyv | Levina 7         | Larvik Nézőszám: 1500 Játékvezető: Fleisch, Rieber |

| 2009. november 14. 18:00 | Budućnost    | 24-24              | Dinamo Volgograd | Podgorica Nézőszám: 4500 Játékvezető: Brunovsky, Canda |
| 2009. november 14. 18:00 | Bulatović 10 | (9-12) Jegyzőkönyv | Kochetova 7      | Podgorica Nézőszám: 4500 Játékvezető: Brunovsky, Canda |

| 2009. november 15. 13:30 | FCK Handbold | 23-19              | Larvik | Farum Nézőszám: 900 Játékvezető: Leifsson, Palsson |
| 2009. november 15. 13:30 | Milanovic 8  | (12-7) Jegyzőkönyv | Loke 5 | Farum Nézőszám: 900 Játékvezető: Leifsson, Palsson |

| 2010. január 9. 14:00 | Dinamo Volgograd     | 26-23               | FCK Handbold                | Volgograd Nézőszám: 1400 Játékvezető: Dobrovits, Tajok |
| 2010. január 9. 14:00 | Hmirova, Lambevska 6 | (15-13) Jegyzőkönyv | Milanovic, Ullevoldsaeter 5 | Volgograd Nézőszám: 1400 Játékvezető: Dobrovits, Tajok |

| 2010. január 10. 16:45 | Larvik  | 29-22              | Budućnost   | Larvik Nézőszám: 1800 Játékvezető: Dentz, Reibel |
| 2010. január 10. 16:45 | Loke 10 | (15-8) Jegyzőkönyv | Jovanovic 6 | Larvik Nézőszám: 1800 Játékvezető: Dentz, Reibel |

| 2010. január 16. 14:00 | Dinamo Volgograd | 26-23               | Larvik | Volgograd Nézőszám: 1500 Játékvezető: Alin-Sergiu Cirligeanu, Gheorghe Bejinariu |
| 2010. január 16. 14:00 | Levina 7         | (10-10) Jegyzőkönyv | Mörk 8 | Volgograd Nézőszám: 1500 Játékvezető: Alin-Sergiu Cirligeanu, Gheorghe Bejinariu |

| 2010. január 16. 18:00 | Budućnost    | 26-22               | FCK Handbold      | Podgorica Nézőszám: 3900 Játékvezető: Jiri Opava, Pavel Valek |
| 2010. január 16. 18:00 | Jovanovic 12 | (14-11) Jegyzőkönyv | Ullevoldsaeter 10 | Podgorica Nézőszám: 3900 Játékvezető: Jiri Opava, Pavel Valek |

## Középdöntők
A főtáblás mérkőzések után Európa nyolc legjobb női kézilabda csapata versenyzik tovább. A középdöntőben két csoport van. A sorsolás 2010. január 19-én volt Linzben. Azok a csapatok, akik együtt voltak a főtáblás mérkőzések során, nem kerülhetnek egy csoportba. A csoportok első, illetve második helyezettje jut az elődöntőbe.

### 1-es csoport
| Csapat  | M | Gy | D | V | G+  | G-  | Gk  | Pont |
| ------- | - | -- | - | - | --- | --- | --- | ---- |
| Larvik  | 6 | 5  | 0 | 1 | 170 | 149 | +21 | 10   |
| Győr    | 6 | 4  | 1 | 1 | 157 | 139 | +18 | 9    |
| Krim    | 6 | 2  | 1 | 3 | 163 | 166 | -3  | 5    |
| Leipzig | 6 | 0  | 0 | 6 | 134 | 170 | -36 | 0    |

| 2010. február 6. 17:20 | Győr                | 25-23               | Krim                         | Győr Nézőszám: 2800 Játékvezető: Nielsen, Lorentzen |
| 2010. február 6. 17:20 | Hornyák, Spiridon 4 | (11-14) Jegyzőkönyv | Bodnieva, Vergeliuk-Strile 4 | Győr Nézőszám: 2800 Játékvezető: Nielsen, Lorentzen |

| 2010. február 7. 15:00 | Leipzig            | 20-23               | Larvik    | Dessau Nézőszám: 2700 Játékvezető: Leifsson, Palsson |
| 2010. február 7. 15:00 | Augsburg, Müller 4 | (10-11) Jegyzőkönyv | Sulland 8 | Dessau Nézőszám: 2700 Játékvezető: Leifsson, Palsson |

| 2010. február 13. 14:15 | Larvik  | 29-27               | Győr        | Larvik Nézőszám: 1700 Játékvezető: Buy, Pichon |
| 2010. február 13. 14:15 | Loke 10 | (15-14) Jegyzőkönyv | Kovacsics 8 | Larvik Nézőszám: 1700 Játékvezető: Buy, Pichon |

| 2010. február 13. 16:30 | Krim     | 32-26               | Leipzig   | Ljubljana Nézőszám: 1900 Játékvezető: Horacek, Novotny |
| 2010. február 13. 16:30 | Lekic 12 | (12-15) Jegyzőkönyv | Kudlacz 7 | Ljubljana Nézőszám: 1900 Játékvezető: Horacek, Novotny |

| 2010. február 19. 16:30 | Krim     | 30-34               | Larvik    | Ljubljana Nézőszám: 2000 Játékvezető: Gousko, Repkin |
| 2010. február 19. 16:30 | Lekic 10 | (15-21) Jegyzőkönyv | Sulland 9 | Ljubljana Nézőszám: 2000 Játékvezető: Gousko, Repkin |

| 2010. február 21. 15:00 | Leipzig     | 21-23              | Győr       | Lipcse Nézőszám: 4500 Játékvezető: San Jose, Murcia |
| 2010. február 21. 15:00 | Ommundsen 5 | (10-9) Jegyzőkönyv | Bradeanu 9 | Lipcse Nézőszám: 4500 Játékvezető: San Jose, Murcia |

| 2010. március 6. 14:00 | Győr               | 28-23               | Larvik    | Győr Nézőszám: 2700 Játékvezető: Pavel, State |
| 2010. március 6. 14:00 | Amorim, Spiridon 5 | (14-11) Jegyzőkönyv | Sulland 7 | Győr Nézőszám: 2700 Játékvezető: Pavel, State |

| 2010. március 7. 14:00 | Leipzig    | 27-31               | Krim    | Lipcse Nézőszám: 3600 Játékvezető: Hakansson, Nilsson |
| 2010. március 7. 14:00 | Kudlacz 10 | (14-20) Jegyzőkönyv | Lekic 8 | Lipcse Nézőszám: 3600 Játékvezető: Hakansson, Nilsson |

| 2010. március 13. 14:15 | Larvik  | 31-21               | Leipzig            | Larvik Nézőszám: 1300 Játékvezető: Cacador, Nicolau |
| 2010. március 13. 14:15 | Loke 11 | (15-11) Jegyzőkönyv | Eriksson, Rösler 4 | Larvik Nézőszám: 1300 Játékvezető: Cacador, Nicolau |

| 2010. március 13. 18:00 | Krim           | 24-24               | Győr       | Ljubljana Nézőszám: 2100 Játékvezető: Zotin, Volodkov |
| 2010. március 13. 18:00 | Gros, Zácsik 6 | (10-11) Jegyzőkönyv | Bradeanu 8 | Ljubljana Nézőszám: 2100 Játékvezető: Zotin, Volodkov |

| 2010. március 20. 14:15 | Larvik     | 30-23              | Krim   | Larvik Nézőszám: 1500 Játékvezető: Stolarovs, Licis |
| 2010. március 20. 14:15 | Sulland 13 | (14-8) Jegyzőkönyv | Gros 8 | Larvik Nézőszám: 1500 Játékvezető: Stolarovs, Licis |

| 2010. március 21. 17:15 | Győr        | 30-19              | Leipzig | Győr Nézőszám: 2800 Játékvezető: Cohen, Peretz |
| 2010. március 21. 17:15 | Bradeanu 10 | (13-7) Jegyzőkönyv | Wiren 7 | Győr Nézőszám: 2800 Játékvezető: Cohen, Peretz |

### 2-es csoport
| Csapat           | M | Gy | D | V | G+  | G-  | Gk  | Pont |
| ---------------- | - | -- | - | - | --- | --- | --- | ---- |
| Oltchim Vâlcea   | 6 | 4  | 1 | 1 | 178 | 168 | +10 | 9    |
| Viborg           | 6 | 4  | 0 | 2 | 190 | 171 | +19 | 8    |
| Hypo             | 6 | 2  | 0 | 4 | 163 | 182 | -19 | 4    |
| Dinamo Volgograd | 6 | 1  | 1 | 4 | 166 | 176 | -10 | 3    |

| 2010. február 6. 14:00 | Dinamo Volgograd | 29-30               | Viborg    | Volgograd Nézőszám: 1500 Játékvezető: Kohout, Novak |
| 2010. február 6. 14:00 | Kochetova 12     | (16-20) Jegyzőkönyv | Varzaru 8 | Volgograd Nézőszám: 1500 Játékvezető: Kohout, Novak |

| 2010. február 6. 20:20 | Hypo    | 26-31               | Oltchim Vâlcea | Maria Enzersdorf Nézőszám: 1200 Játékvezető: Mazeika, Gatelis |
| 2010. február 6. 20:20 | Limal 7 | (13-18) Jegyzőkönyv | Vizitiu 8      | Maria Enzersdorf Nézőszám: 1200 Játékvezető: Mazeika, Gatelis |

| 2010. február 13. 16:15 | Viborg     | 35-26               | Hypo             | Viborg Nézőszám: 1800 Játékvezető: Schaller, Wutzler |
| 2010. február 13. 16:15 | Varzaru 14 | (16-10) Jegyzőkönyv | Do Nascimento 11 | Viborg Nézőszám: 1800 Játékvezető: Schaller, Wutzler |

| 2010. február 14. 19:30 | Oltchim Vâlcea           | 30-24              | Dinamo Volgograd | Râmnicu Vâlcea Nézőszám: 2000 Játékvezető: Johansson, Kliko |
| 2010. február 14. 19:30 | Neagu, Stanca, Vizitiu 5 | (16-9) Jegyzőkönyv | Levina 6         | Râmnicu Vâlcea Nézőszám: 2000 Játékvezető: Johansson, Kliko |

| 2010. február 20. 14:00 | Dinamo Volgograd | 27-21               | Hypo             | Volgograd Nézőszám: 1500 Játékvezető: Nikolic, Stojkovic |
| 2010. február 20. 14:00 | Kochetova 10     | (15-11) Jegyzőkönyv | Do Nascimento 13 | Volgograd Nézőszám: 1500 Játékvezető: Nikolic, Stojkovic |

| 2010. február 21. 19:00 | Oltchim Vâlcea | 27-26               | Viborg    | Ramnicu Valcea Nézőszám: 2000 Játékvezető: Lopez, Ramirez |
| 2010. február 21. 19:00 | Neagu 8        | (16-12) Jegyzőkönyv | Popovic 8 | Ramnicu Valcea Nézőszám: 2000 Játékvezető: Lopez, Ramirez |

| 2010. március 6. 14:00 | Dinamo Volgograd | 32-32               | Oltchim Vâlcea | Volgograd Nézőszám: 1500 Játékvezető: Pavicevic, Raznatovic |
| 2010. március 6. 14:00 | Kochetova 11     | (15-15) Jegyzőkönyv | Vizitiu 7      | Volgograd Nézőszám: 1500 Játékvezető: Pavicevic, Raznatovic |

| 2010. március 6. 20:20 | Hypo                     | 35-31               | Viborg          | Maria Enzersdorf Nézőszám: 700 Játékvezető: Lazaar, Reveret |
| 2010. március 6. 20:20 | Piedade, Do Nascimento 9 | (15-13) Jegyzőkönyv | Skov, Varzaru 7 | Maria Enzersdorf Nézőszám: 700 Játékvezető: Lazaar, Reveret |

| 2010. március 13. 16:15 | Viborg           | 35-28              | Dinamo Volgograd    | Viborg Nézőszám: 1800 Játékvezető: Kékes Csaba, Kékes Pál |
| 2010. március 13. 16:15 | Skov, Varzazu 10 | (15-9) Jegyzőkönyv | Kochetova, Levina 6 | Viborg Nézőszám: 1800 Játékvezető: Kékes Csaba, Kékes Pál |

| 2010. március 14. 19:00 | Oltchim Vâlcea | 32-27               | Hypo            | Ramnicu Valcea Nézőszám: 2000 Játékvezető: Baranowski, Lemanowicz |
| 2010. március 14. 19:00 | Vizitiu 9      | (17-14) Jegyzőkönyv | Do Nascimento 9 | Ramnicu Valcea Nézőszám: 2000 Játékvezető: Baranowski, Lemanowicz |

| 2010. március 19. 20:20 | Hypo      | 28-26               | Dinamo Volgograd     | Maria Enzersdorf Nézőszám: 1000 Játékvezető: Vodopivec, Krasna |
| 2010. március 19. 20:20 | Piedade 8 | (14-13) Jegyzőkönyv | Hmirova, Kochetova 7 | Maria Enzersdorf Nézőszám: 1000 Játékvezető: Vodopivec, Krasna |

| 2010. március 20. 14:15 | Viborg              | 33-26               | Oltchim Vâlcea | Viborg Nézőszám: 1800 Játékvezető: Horacek, Novotny |
| 2010. március 20. 14:15 | Popovic, Varzaru 10 | (17-15) Jegyzőkönyv | Stanca 6       | Viborg Nézőszám: 1800 Játékvezető: Horacek, Novotny |

## Elődöntők
| Csapat         |
| -------------- |
| Oltchim Vâlcea |
| Viborg         |
| Larvik         |
| Győr           |

| 2010. április 10. 20:15 | Viborg      | 27-21               | Larvik    | Viborg Nézőszám: 2400 Játékvezető: Raluy, Sabroso |
| 2010. április 10. 20:15 | Mikkelsen 6 | (13-13) Jegyzőkönyv | Sulland 8 | Viborg Nézőszám: 2400 Játékvezető: Raluy, Sabroso |

| 2010. április 11. 17:15 | Győr     | 25-25               | Oltchim Vâlcea | Győr Nézőszám: 2800 Játékvezető: Lazaar, Reveret |
| 2010. április 11. 17:15 | Amorim 6 | (14-15) Jegyzőkönyv | Pușcașu 5      | Győr Nézőszám: 2800 Játékvezető: Lazaar, Reveret |

| 2010. április 17. 14:45 | Larvik    | 27-26               | Viborg | Larvik Nézőszám: 2500 Játékvezető: Hakansson, Nilsson |
| 2010. április 17. 14:45 | Althaus 7 | (10-13) Jegyzőkönyv | Mørk 8 | Larvik Nézőszám: 2500 Játékvezető: Hakansson, Nilsson |

| 2010. április 18. 17:15 | Oltchim Vâlcea | 24-20               | Győr      | Râmnicu Vâlcea Nézőszám: 3000 Játékvezető: Pedersen, Mortensen |
| 2010. április 18. 17:15 | Nechita 7      | (11-10) Jegyzőkönyv | Görbicz 6 | Râmnicu Vâlcea Nézőszám: 3000 Játékvezető: Pedersen, Mortensen |

## Döntő
| 2010. május 8. 16:15 | Viborg    | 28-21               | Oltchim Vâlcea  | Herning Nézőszám: 4000 Játékvezető: Nikolic, Stojkovic |
| 2010. május 8. 16:15 | Popović 9 | (14-11) Jegyzőkönyv | Neagu, Stanca 6 | Herning Nézőszám: 4000 Játékvezető: Nikolic, Stojkovic |

| 2010. május 15. 20:45 | Oltchim Vâlcea | 31-32               | Viborg    | Bukarest Nézőszám: 4700 Játékvezető: Dentz, Reibel |
| 2010. május 15. 20:45 | Pidpalova 10   | (15-16) Jegyzőkönyv | Jurack 11 | Bukarest Nézőszám: 4700 Játékvezető: Dentz, Reibel |

| EHF-bajnokok ligája 2009/10 Győztes |
| ----------------------------------- |
| DEN                                 |
| Viborg HK Harmadszor                |

## Góllövőlista
Az EHF hivatalos oldala alapján.

| Helyezés | Név                           | Csapat                    | Gólok száma |
| -------- | ----------------------------- | ------------------------- | ----------- |
| 1        | Cristina Vărzaru              | Viborg HK                 | 101         |
| 2        | Alexandra do Nascimento       | Hypo Niederösterreich     | 98          |
| 3        | Anna Kochetova                | HC Dinamo                 | 84          |
| 3        | Bojana Popović                | Viborg HK                 | 84          |
| 5        | Heidi Løke                    | Larvik HK                 | 80          |
| 6        | Rikke Skov                    | Viborg HK                 | 73          |
| 7        | Linn Jørum Sulland            | Larvik HK                 | 68          |
| 8        | Andrea Lekić                  | RK Krim                   | 66          |
| 9        | Olga Levina                   | HC Dinamo                 | 65          |
| 9        | Cristina Neagu                | CS Oltchim Râmnicu Vâlcea | 65          |
| 11       | Eduarda Amorim                | Győri Audi ETO KC         | 64          |
| 12       | Henriette Mikkelsen           | Viborg HK                 | 63          |
| 12       | Zácsik Szandra                | RK Krim                   | 63          |
| 14       | Ramona Maier                  | CS Oltchim Râmnicu Vâlcea | 62          |
| 15       | Ionela Stanca                 | CS Oltchim Râmnicu Vâlcea | 60          |
| 16       | Nora Mørk                     | Larvik HK                 | 58          |
| 17       | Daniela Piedade               | Hypo Niederösterreich     | 54          |
| 18       | Aurelia Brădeanu              | Győri Audi ETO KC         | 52          |
| 19       | Kovacsics Anikó               | Győri Audi ETO KC         | 51          |
| 20       | Andrea Penezić                | Podravka Koprivnica       | 49          |
| 20       | Patricia Vizitiu              | CS Oltchim Râmnicu Vâlcea | 49          |
| 22       | Karolina Kudłacz              | HC Leipzig                | 45          |
| 22       | Vérten Orsolya                | Győri Audi ETO KC         | 45          |
| 24       | Anja Althaus                  | Viborg HK                 | 44          |
| 25       | Tatyjana Jevgenyjevna Hmirova | HC Dinamo                 | 43          |